# جويل بلكينغتون
جويل بلكينغتون (بالإنجليزية: Joel Pilkington)‏ (1 أغسطس 1984 في المملكة المتحدة - ) هو لاعب كرة قدم بريطاني في مركز الوسط. لعب مع نادي بيرنلي ونادي هايد إف سي ونادي تشورلي وClitheroe F.C. ‏ وMossley A.F.C. ‏ وRamsbottom United F.C. ‏ وRuncorn Linnets F.C. ‏.

## وصلات خارجية
- جويل بلكينغتون على موقع قاعدة بيانات كرة القدم.إي يو (الإنجليزية)
- جويل بلكينغتون على موقع Soccerbase.com (لاعب) (الإنجليزية)